# NGC 6874
NGC 6874 est un jeune amas ouvert âgé d'environ 95 millions d'années. L'amas est situé dans la constellation du Cygne. Il a été découvert par l'astronome germano-britannique William Herschel en 1792.
Cet amas est désigné sous le nom Bagel 6 en certains endroits, dont le site WEBDA et la base de données Simbad.  

## Caractéristiques

### Distance et vitesse
Peu d'études ont été réalisées sur cet amas. Une seule distance d'environ 1 613 pc (∼5 260 al) est mentionnée sur la base de données Simbad et aucune donnée concernant sa vitesse ou sa métallicité n'apparait dans les sources consultées.